# Ampelisca hessleri
Ampelisca hessleri är en kräftdjursart som beskrevs av John J. Dickinson 1982. Ampelisca hessleri ingår i släktet Ampelisca och familjen Ampeliscidae. Inga underarter finns listade i Catalogue of Life.